# Pseudiphra albofasciata
Pseudiphra albofasciata là một loài bọ cánh cứng trong họ Cerambycidae.